# Testimone a rischio
Testimone a rischio è un film drammatico del 1997 diretto da Pasquale Pozzessere, che narra la vicenda di Piero Nava, interpretato da un premiato Fabrizio Bentivoglio, testimone oculare dell'omicidio del giudice Rosario Livatino.

## Trama
Nava, un rappresentante di sistemi di sicurezza, rese subito testimonianza alla polizia di quanto visto il 21 settembre 1990 sulla superstrada Canicattì-Agrigento. All'epoca non esisteva ancora in Italia la disciplina di programmi di protezione per i testimoni a rischio. Il film si incentra su come la vita di un onesto cittadino si trasformi completamente, in seguito al fatto, in un assurdo destino di isolamento anche e soprattutto in ragione della debole protezione offerta dallo Stato.

## Produzione

### Sceneggiatura
L'autore della sceneggiatura Pietro Calderoni era stato anche l'autore del libro L'avventura di un uomo tranquillo a cui il film è ispirato.

## Riconoscimenti
- 1997 – David di Donatello
  - Miglior attore protagonista a Fabrizio Bentivoglio
  - Candidatura al migliore produttore a Pietro Valsecchi
  - Candidatura al migliore attrice protagonista a Margherita Buy
  - Candidatura al miglior attore non protagonista a Claudio Amendola

- 1997 – Globo d'oro
  - Candidatura al miglior attore a Fabrizio Bentivoglio

- 1997 – Ciak d'oro
  - Miglior attore protagonista a Fabrizio Bentivoglio[2]
  - Migliore sceneggiatura a Furio Scarpelli, Giacomo Scarpelli, Pietro Calderoni, Pasquale Pozzessere[2]